# Laurentiuskirche (Seeheim)

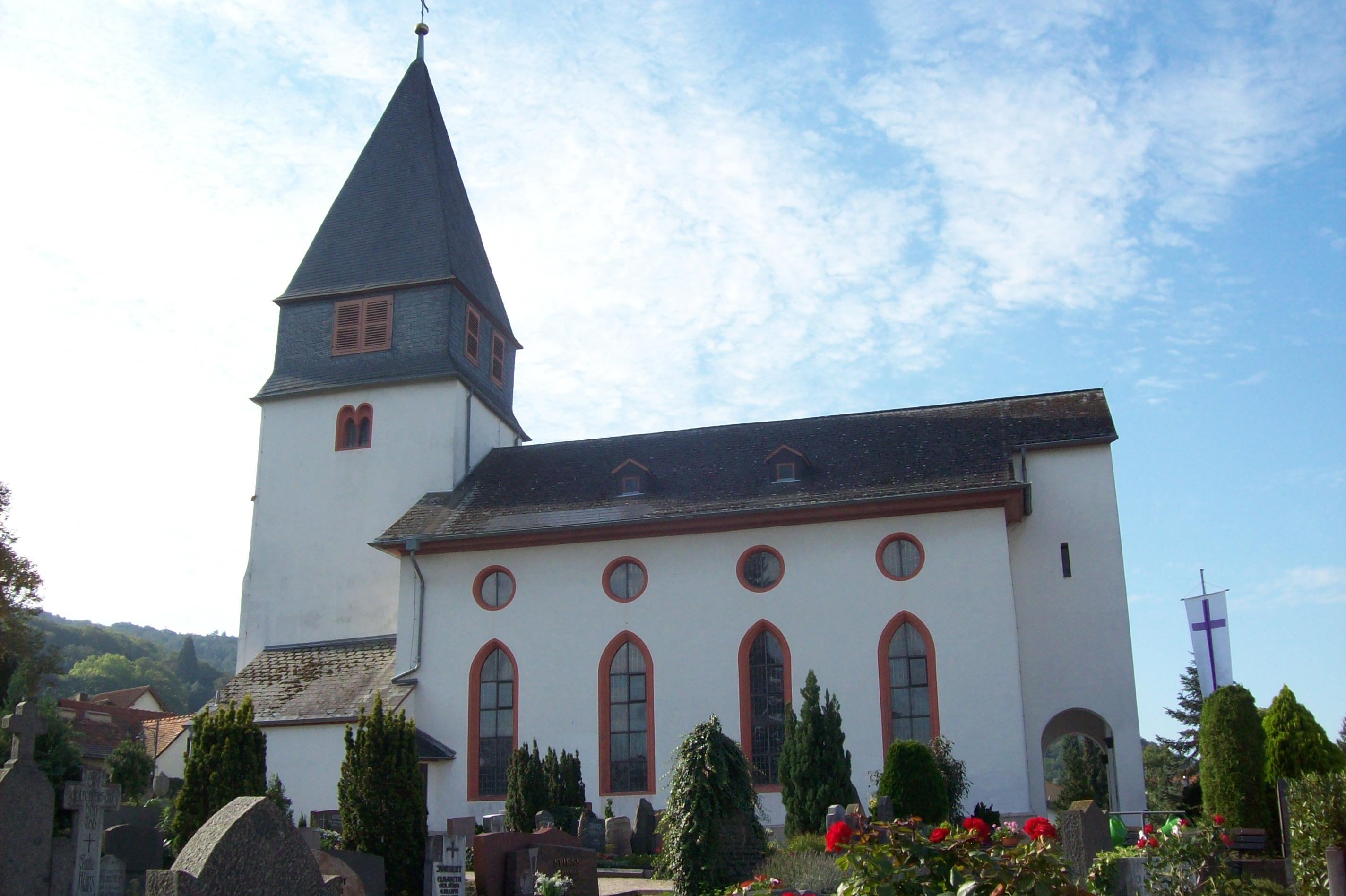
Laurentiuskirche

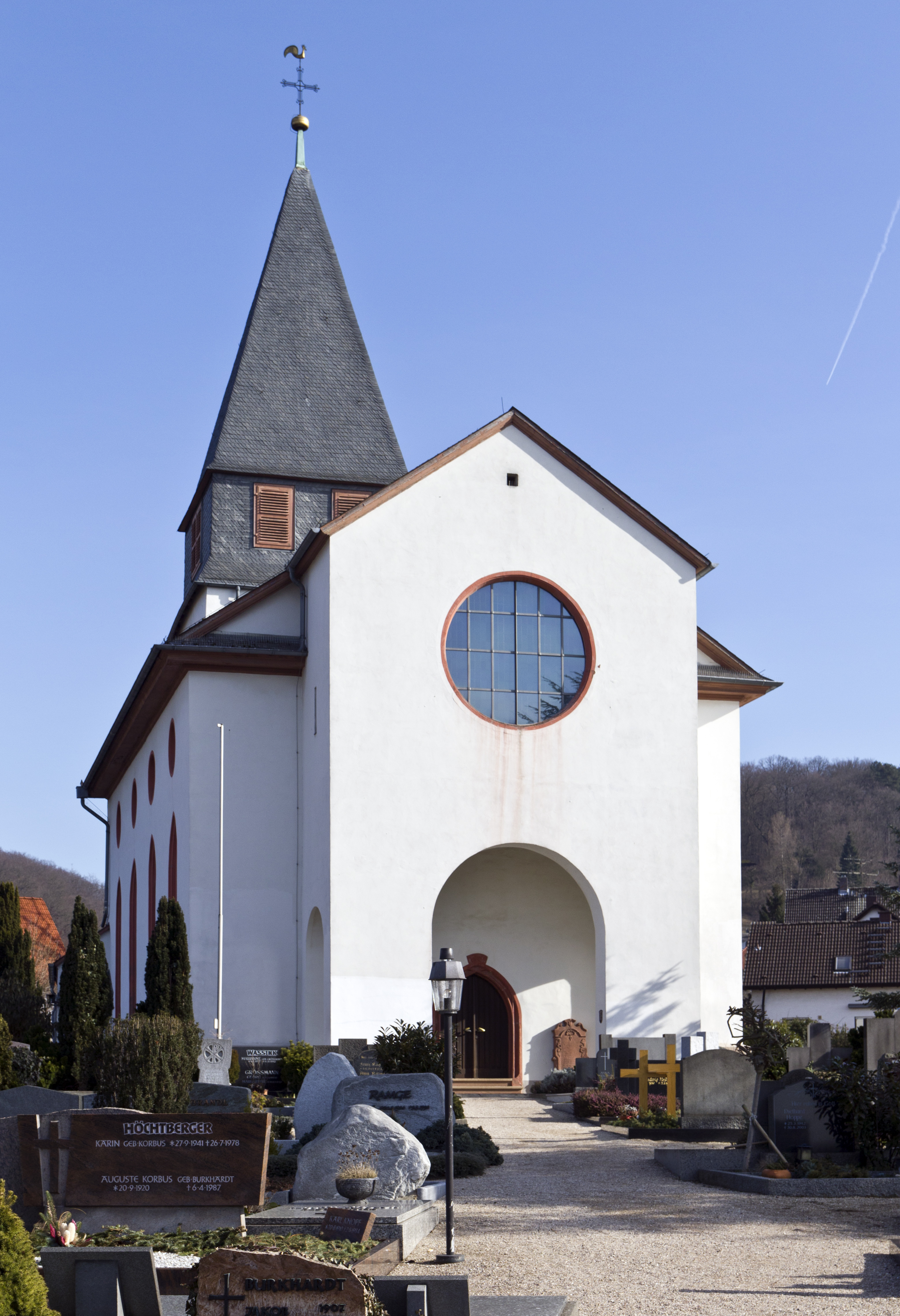
Laurentiuskirche

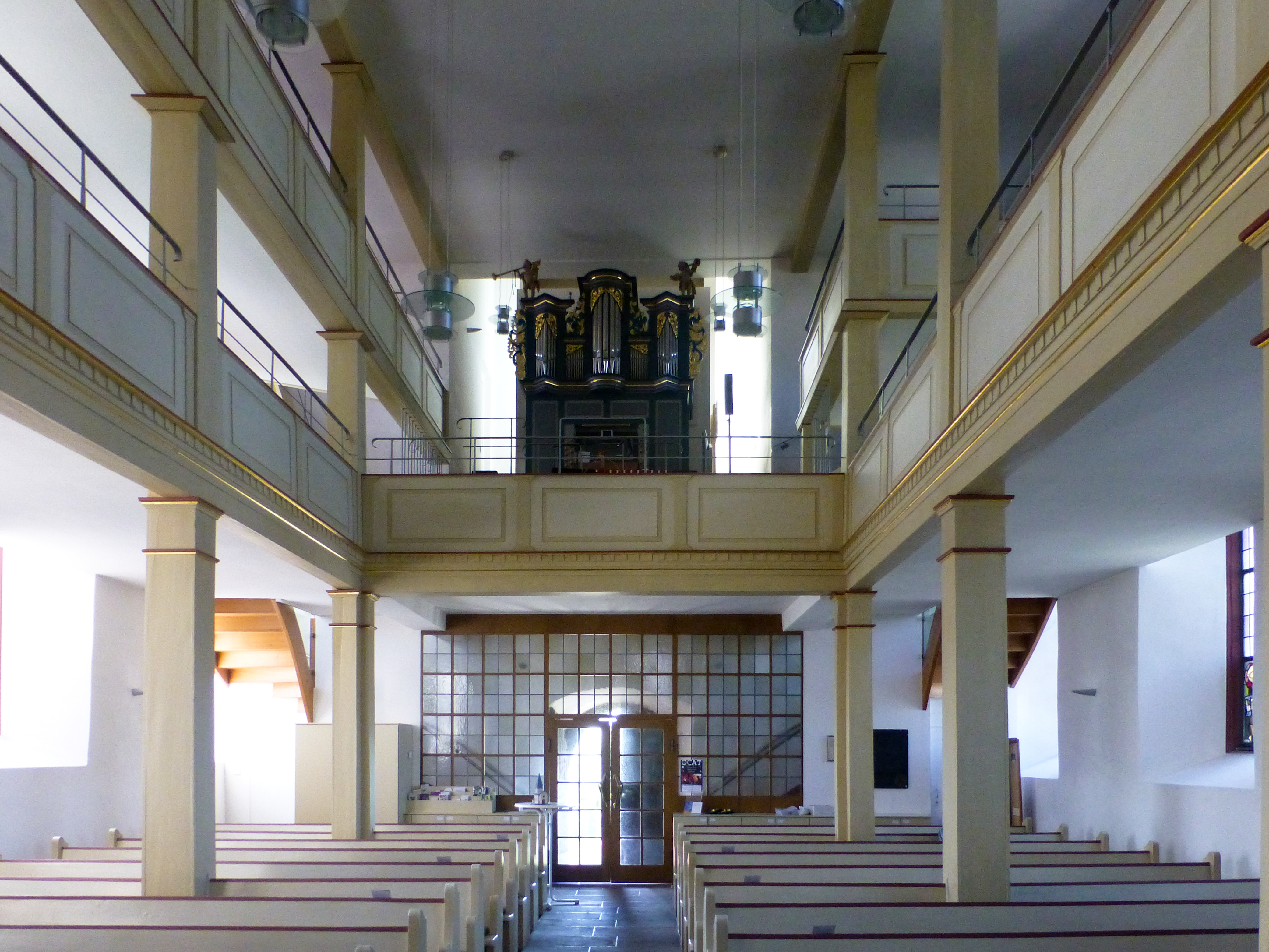
Innenraum mit Empore und Orgel

Die Evangelische Laurentiuskirche ist ein denkmalgeschütztes Kirchengebäude, das in Seeheim steht, einem Ortsteil der Gemeinde Seeheim-Jugenheim im Landkreis Darmstadt-Dieburg in Hessen. Die Kirche gehört zum Dekanat Bergstraße in der Propstei Starkenburg der Evangelischen Kirche in Hessen und Nassau.

## Beschreibung
Der quadratische, frühgotische Chorturm wurde zwischen 1230 und 1250 erbaut. Er war ursprünglich mit einem Rhombendach bedeckt, das später durch ein Pyramidendach ersetzt wurde. In seinem Glockenstuhl hängen zwei Kirchenglocken, die kleine stammt noch von 1599, die große, die im Zweiten Weltkrieg eingeschmolzen wurde, konnte erst 1952 ersetzt werde. Das Kirchenschiff wurde 1503 erweitert, wie am Portal im Westen angegeben ist. 1960 wurde dem Kirchenschiff im Westen eine offene Vorhalle vorgesetzt. 
Über dem Altar schwebt das aus der späten Gotik stammende Kruzifix. Das Taufbecken, seit 1986 vor der barocken Kanzel stehend, trägt die Jahreszahl 1580.
Die 1750 von Johann Philipp Oberndörfer erbaute Orgel wurde als Rückpositiv für die 1960 von der Werner Bosch Orgelbau gebauten Orgel verwendet. Im Jahr 2008 wurde diese Orgel umgebaut.

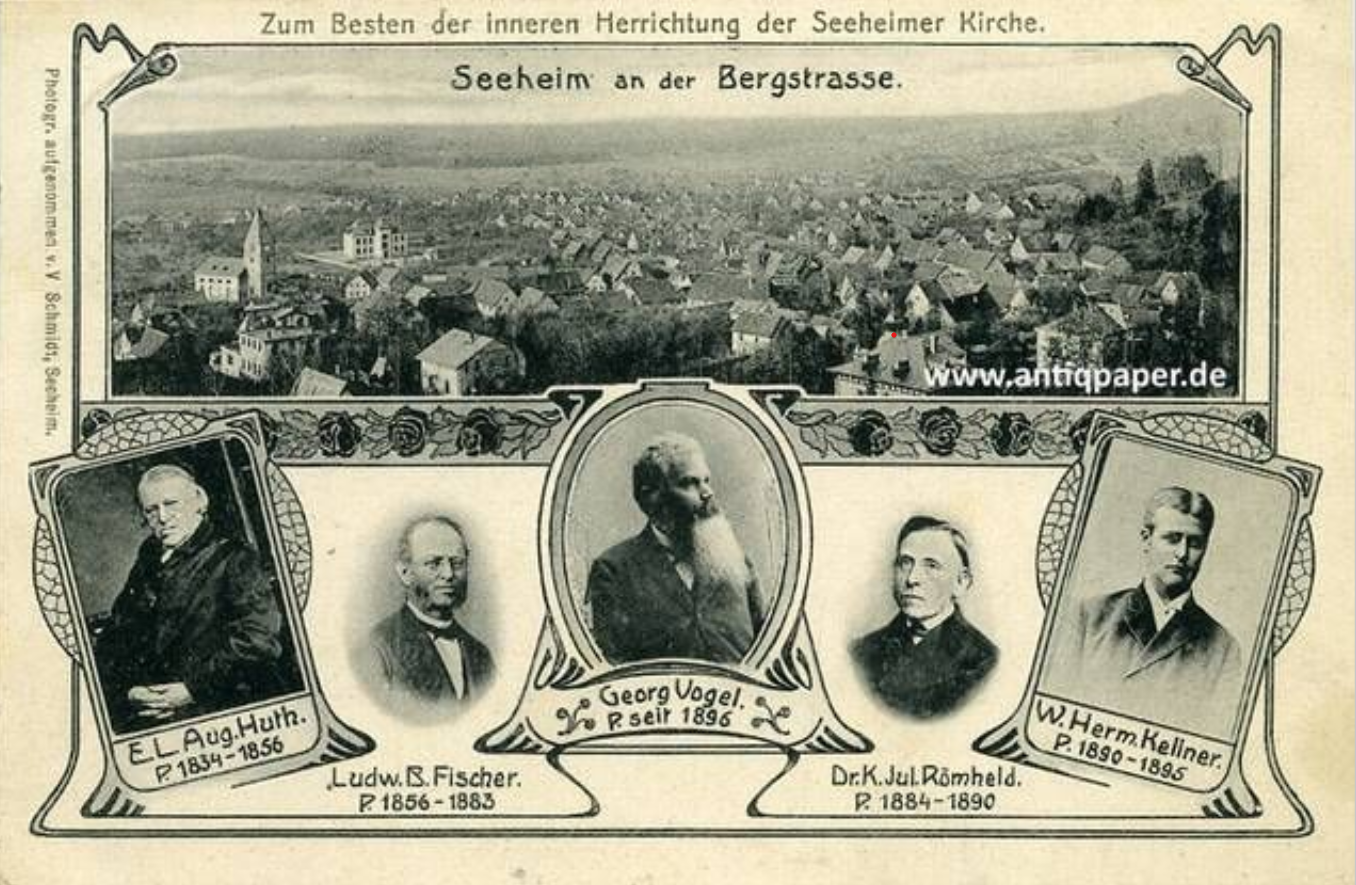
5 Pfarrer der Kirche, darunter (unten links) E. L. Aug. Huth;
Ansichtskarte von V. Schmidt, um 1900